# Magnus Järlström
Johan Magnus Gabriel Järlström, född den 10 mars 1982, är en svensk handbollsspelare. 

## Karriär
Järlströms moderklubb var HP Skövde 90 men han lämnade den för IFK Skövde före seniorålder. 2001 började han spela i IFK Skövdes A-lag. Han spelade för IFK Skövde till 2011 och hade en lång karriär där med två SM-silver 2005 och 2007. Han spelade 256 matcher och gjorde 640 mål i IFK-tröjan. Han ligger på åttande plats i matcher för klubben och också åtta i målstatistiken (oktober 2019). Han åtevände till HP Skövde 90 efter sin tid i IFK Skövde. Han spelade kvar åtminstone till 2014.
Magnus Järlström har spelat  5 U-landskamper och 4  J-landskamper men inga A-landskamper.

## Meriter
- 2 SM-silver från 2005 och 2007 med IFK Skövde.